# اوون (اوهایو)
اوون(به انگلیسی: Avon) شهری در ایالت اوهایو کشور ایالات متحده آمریکا است که جمعیت آن در سرشماری سال ۲۰۱۰ میلادی، ۲۱٬۱۹۳ نفر بوده‌است.